# Neocryphoeca
Neocryphoeca es un género de arañas araneomorfas de la familia Hahniidae. Se encuentra en Arizona en Estados Unidos, donde se distribuye por la Sierra de Santa Catalina

## Lista de especies
Según The World Spider Catalog 12.0:
- Neocryphoeca beattyi Roth, 1970
- Neocryphoeca gertschi Roth, 1970